# Acanthodelta argilla
Acanthodelta argilla là một loài bướm đêm trong họ Noctuidae.